# Dème des Météores
Le dème des Météores, en grec moderne : Δήμος Μετεώρων / Dímos Meteóron, est un dème du district régional de Tríkala, en Thessalie, Grèce. 
Le dème actuel résulte du renommage, le 19 juillet 2018, du dème de Kalambáka. Il comprend les anciens dèmes d'Aspropótamos, de Chásia, de Kalambáka, de Kastaniá, de Klinovós, de Malakássi, de Tymféa et de Vasilikí.
Selon le recensement de 2011, la population du dème compte 12 000 habitants.